# Franz Zeno Diemer
Franz Zeno Diemer (* 3. Juli 1889 in Oberammergau; † 17. April 1954 in Friedrichshafen) war ein deutscher Pilot.

## Leben
Franz Zeno Diemer wurde als ältestes von sieben Kindern des Kunstmalers Michael Zeno Diemer und dessen Frau Hermine (geborene von Hillern, die älteste Tochter der Schriftstellerin Wilhelmine von Hillern) in Oberammergau geboren.

### Schule und Militär
Diemer machte 1909 Abitur am Wilhelmsgymnasium München. Anschließend absolvierte er eine Ausbildung zum Bauingenieur an der Königlich Bayerischen Technischen Hochschule München.
1912 erfolgte der Eintritt beim Königlich Bayerischen Infanterie-Leib-Regiment. Nach dem Wechsel zur Fliegertruppe war er als Oberleutnant Angehöriger des Bogohl 8 (Bombengeschwader der Obersten Heeresleitung).

### Testpilot bei BMW
Bereits während des Krieges arbeitete er als Testpilot für BMW. Dabei stand die Erprobung von Flugmotoren im Vordergrund. 1918 flog Diemer Höhenflugversuche mit einer Albatros und einem Flugmotor BMW IIIa von Halberstadt aus. Die Versuche wurden auch von Max Friz, dem Konstrukteur bei BMW, betreut.

### Dornier
Nach seiner Tätigkeit für BMW wurde Diemer am 1. Juli 1921 bei Dornier in Friedrichshafen als Testpilot und Einflieger eingestellt.
Im Jahr 1922 folgte er dem Umzug Dorniers nach Marina di Pisa in Italien als Testpilot, Chef der aerodynamischen Abteilung und Leiter der Werbeabteilung.
Ab 1935 war er nur noch als Leiter der Werbeabteilung und Chefredakteur der Werkszeitung „Dornier-Post“ (ab Herbst 1935) bis Juli 1938 tätig.
Von August 1939 bis Ende 1944 diente er als Soldat in der Luftwaffe und kehrte anschließend zu Dornier zurück, wo er bis zur Beendigung der Anstellung im März 1946 für das Vorschlagwesen zuständig war.
Franz Zeno Diemer starb 1954 in Friedrichshafen.

## Leistungen
Am 17. Juni 1919 stellte Franz Zeno Diemer mit dem Motorflugzeug DFW F 37/III (auch DFW C.IV (T25)) einen Höhenweltrekord mit 9760 Metern auf. Diese Leistung wurde durch den Flugmotor BMW IV (Nachfolger des BMW IIIa) ermöglicht, der mit einem Höhenvergaser ausgerüstet war. Die Rekordhöhe wurde in 89 Minuten vom Flugplatz Oberwiesenfeld aus erreicht. BMW bewarb den Rekord als „Welthöhenrekord“; er wurde jedoch nicht anerkannt, da Deutschland nicht Mitglied der FAI war.
Diesem Höhenflug ging ein Versuchsflug mit 9200 Metern am 11. Mai 1919 voraus, der ebenfalls sofort von BMW in der Werbung umgesetzt wurde.